# 6109 Balseiro
6109 Balseiro este un asteroid din centura principală, descoperit pe 29 august 1975, de Observatorio Félix Aguilar.